# Каджар, Сурая Садраддин кызы
Сурая Садраддин кызы Каджар (азерб. Sürəyya Sədrəddin qızı Qacar; 1 мая 1910, Шуша, Елизаветпольская губерния, Российская империя — 27 июля 1992, Баку, Азербайджан) — азербайджанская советская певица (меццо-сопрано), Народная артистка Азербайджанской (30 октября 1954) и Армянской ССР.

## Биография
Родилась 1 мая 1910 года в городе Шуша в семье исправляющего должность мирового посредника 1-го отдела Джеванширского уезда числящегося по армейской пехоте капитана принца Садраддин-Мирзы Каджара, являвшегося внуком бывшего генерал-губернатора Азербайджана Бахмана Мирзы Каджара.
В 1927 году окончила Бакинский педагогический техникум. С 1927 по 1939 год была солисткой Азербайджанского государственного театра оперы и балета. С 1940 года была солисткой Азербайджанской государственной филармонии (с перерывами), а с 1968 года — преподаватель-консультант по вокалу. С 1946 по 1957 год — солистка Армянской государственной филармонии.
Основное место в творчестве Каджар занимали азербайджанские народные песни, мугамы, а также песни народов СССР и советских композиторов. Гастролировала как по городам Советского Союза, так и в Иране. Награждена двумя орденами «Знак Почёта» и медалями.
Скончалась в 1992 году в Баку.

## Партии
- Лейли — «Лейли и Меджнун» Узеира Гаджибекова
- Асли — «Асли и Керем» Узеира Гаджибекова
- Гюльназ — «Не та, так эта» Узеира Гаджибекова
- Асья — «Аршин мал алан» Узеира Гаджибекова
- Шахсенем — «Ашуг-Гариб» Зульфугара Гаджибекова